# Pietro Kojunian
Pietro Kojunian auch Pietro Koyounian (* 7. August 1857 in Angora, heute Ankara, Türkei; † 13. Dezember 1937) war ein Bischof der Armenisch-Katholischen Kirche und Bischof von Iskanderiya in Ägypten.

## Leben
Pietro Kojunian wurde am 23. März 1880 zum Priester geweiht und am 26. Februar 1907 zum Bischof von Iskanderiya ernannt. Am 20. Juli 1907 weihte ihn der Patriarch von Kilikien, Erzbischof Beghos Bedros XII. Sabbaghian, zum Bischof. Am 17. März 1911 gab er sein Amt ab und wurde am selben Tag zum Titularbischof von Chalcedon dei Armeni ernannt. In seiner Eigenschaft als Altbischof von Iskanderiya war er bis zu seinem Tod am 13. Dezember 1937 „Ordinarius für die Armenier in Rom“.